# Bogislav von Heyden-Linden
Pour les articles homonymes, voir Heyden et Linden.
Bogislav von Heyden-Linden, né le 12 juin 1853 à Neusommersdorf et mort le 10 février 1909 à Marienloh, est un général prussien, connu à son époque comme champion équestre. Il est aussi aide-de-camp de Guillaume II. Il est surnommé Puschke par ses admirateurs.

## Biographie
Bogislav von Heyden-Linden est le fils d'August von Heyden-Linden (1813-1881) et de sa seconde épouse, née baronne Rosalie von Maltzahn (1827-1890). Après plusieurs années à l'école des cadets, il entre au 3e régiment de hussards à Rathenow en tant qu'aspirant. En 1887, il entre au 13e régiment d'uhlans qu'il commande à partir de 1899. Quelques mois plus tard il est nommé aide-de-camp de Sa Majesté Impériale et colonel en 1902. Il est de 1904 à 1908 à la 2e brigade d'infanterie de la Garde, à la fin en tant que major-général.
Heyden-Linden était un passionné d'équitation célèbre de son époque. Il remporte ses premiers grands concours dans les années 1870, et cinq fois la course de Bade, la Große Armee-Jagdrenner, la plus fameuse de son temps et la plus difficile. Il remporte vingt-quatre victoires en 1879. Il remporte encore en 1902, à quarante-neuf ans, le Hoppegartener-Armee.
Bogislav von Heyden-Linden épouse en 1892 la comtesse Elisabeth von Westphalen zu Fürstenberg (1865-1961) qui lui donne une fille et trois fils. Son épouse étant catholique, il fonde ainsi une branche catholique des Heyden. Son fils Bogislav von Heyden (de) quitte la carrière militaire en 1918 et devient acteur.